# 쩐트어
쩐트어(베트남어: Trần Thừa / 陳承 진승, 1184년 ~ 1234년 2월 17일(음력 1월 18일)) 리 왕조의 외척이자 관리, 쩐 왕조의 태상황제이다.

## 생애
1208년, 팜주(베트남어: Phạm Du / 范猷 범유)의 난으로 인하여, 일부 왕족들이 쩐리(베트남어: Trần Lý / 陳李 진리)의 사가에 피신한 후에 당시 황태자인 혜종(惠宗)과 쩐리의 딸과 관계를 맺음으로 해서, 쩐씨 가문의 인연이 시작된다.
1223년, 먼저 관직에 진출한 형제인 쩐뜨카인(베트남어: Trần Tự Khánh / 陳嗣慶 진사경)이 사망한 후에 쩐트어도 보국태위(輔國太尉)에 임명되어 관직에 진출하였다.
1225년 10월, 자신의 차남인 쩐까인(베트남어: Trần Cảnh / 陳煚 진경)이 친척인 쩐투도(베트남어: Trần Thủ Độ / 陳守度 진수도)에 의하여 혜종의 황녀인 소황(昭皇)과 혼인하였다.
1225년 12월 11일, 또 다시 쩐투도에 의해서 소황이 부마인 쩐까인에게 선양(禪讓)하면서, 쩐 왕조가 개창하였다. 개창 후 쩐트어는 태상황으로 존봉하였다. 거처는 부천궁(附天宮)이다.
1234년 정월 18일, 태상황이 부천궁(附天宮)에서 승하하니 향년 51세(만 49 - 50세)였다. 동년 8월에 묘호는 휘종(베트남어: Huy Tông / 徽宗), 시호는 개운입극홍인응도순진지덕신무성문수유지효황제(베트남어: Khai Vận Lập Cực Hoằng Nhân Ứng Đạo Thuần Chân Chí Đức Thần Vũ Thánh Văn Thùy Dụ Chí Hiếu Hoàng Đế / 開運立極弘仁應道純真至德神武聖文垂裕至孝皇帝)로 올렸다. 그리고 1248년에 묘호를 태조(베트남어: Thái Tổ / 太祖)로 고치고, 능호를 휘릉(베트남어: Huy Lăng / 徽陵)이라고 하였다.

## 가족 관계

### 조부모와 부모
- 조부 : 영조공황제(Ninh Tổ Cung Hoàng Đế/寧祖恭皇帝) 쩐떠이(Trần Tây/陳翕/진흡)
- 조모 : 영자황후(Ninh Từ Hoàng Hậu/寧慈皇后)
- 부친 : 원조소황제(Nguyên Tổ Chiêu Hoàng Đế/元祖昭皇帝) 쩐리(Trần Lý/陳李/진리)
- 모친 : 성자황후(Thánh Từ Hoàng Hậu/聖慈皇后)

### 후비
- 순자황후(베트남어: Thuận Từ Hoàng Hậu / 順慈皇后) 레 티 지에우(베트남어: Lê Thị Diệu / 黎氏妙 여씨묘) (? ~ 1230년)

### 황자
1. 안생왕(베트남어: Yên Sinh Vương / 安生王) 쩐리에우(베트남어: Trần Liễu / 陳柳 진류) (1211년 ~ 1251년) - 쩐흥다오(陳興道)의 아버지. 사후에 흠명대왕(Khâm Minh Đại Vương/欽明大王)으로 진봉.
2. 태종(太宗) 쩐까인(베트남어: Trần Cảnh / 陳煚 진경) - 쩐 왕조의 초대 황제.
3. 흠천왕(베트남어: Khâm Thiên Vương / 欽天王) 쩐녓히에우(베트남어: Trần Nhật Hiệu / 陳日皎 진일교) (1225년 ~ 1268년)
4. 회덕왕(베트남어: Hoài Đức Vương / 懷德王) 쩐바리엣(베트남어: Trần Bà Liệt / 陳婆列 진파렬)

### 황녀
1. 서파공주(Thụy Bà Công Chúa/瑞婆公主)
2. 천성공주(Thiên Thành Công Chúa/天城公主)